# Balkania (Automarke)

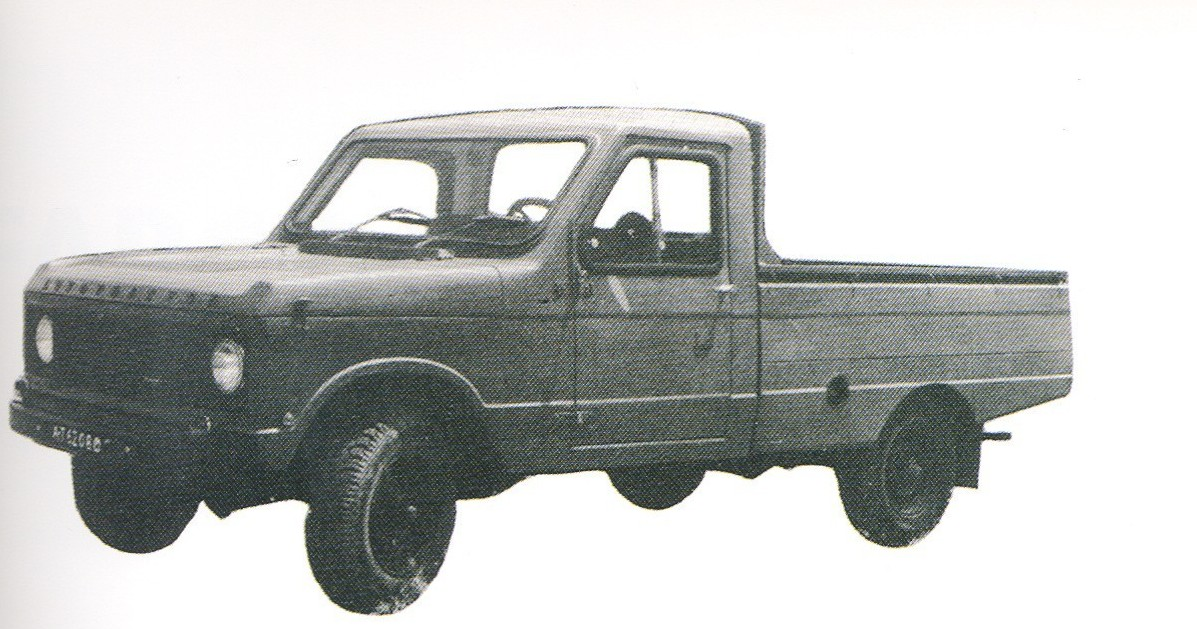
Balkania Autotractor

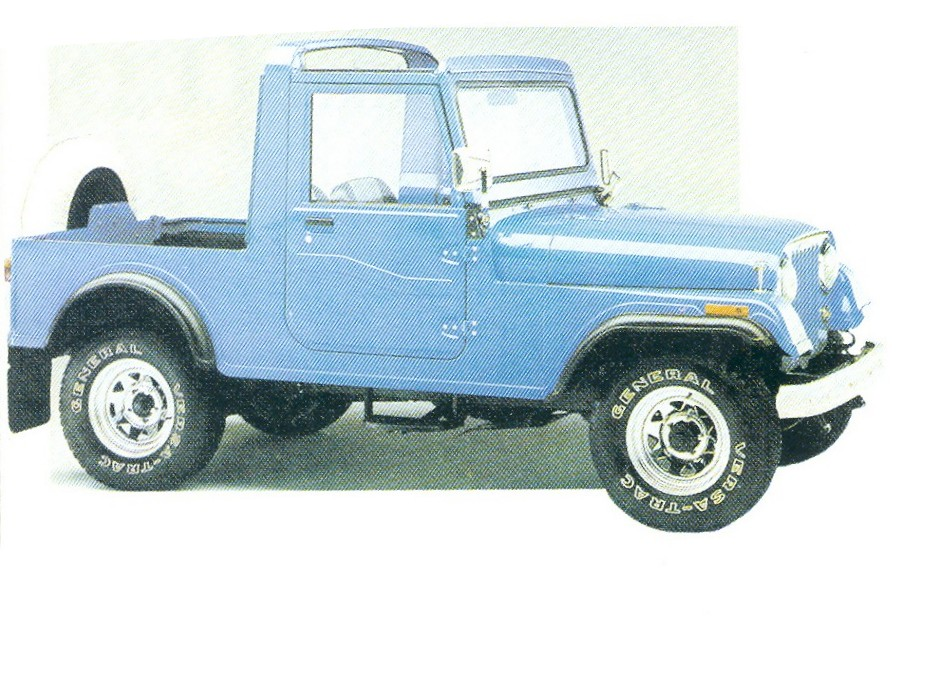
Balkania Autotractor KZ

Balkania war eine Automarke aus Griechenland.

## Unternehmensgeschichte
K. Zacharopoulos gründete 1954 in Athen das Unternehmen K. Zacharopoulos A.B.E.E. als Reparaturwerkstatt. 1972 begann der Import von Fahrzeugen aus Rumänien und Indien. 1975 erschienen zwei Modelle, die unter dem Markennamen Balkania angeboten wurden. Als Mahindra & Mahindra Limited 1984 das Unternehmen übernahm, wurde die Marke Balkania eingestellt.

## Fahrzeuge
Das Unternehmen stellte Pick-ups her. Ein Modell war der Autotractor. Für den Antrieb sorgte ein Dieselmotor von Daimler-Benz mit 3200 cm³ Hubraum. Die Nutzlast war mit 1500 kg angegeben. Die Karosserie bestand anfangs aus Metall, ab 1979 aus Fiberglas.
Das kleinere Modell Autotractor KZ ähnelte dem Jeep und basierte auf einem Modell von Mahindra. Für den Antrieb standen ein Dieselmotor mit 2100 cm³ Hubraum und 62 PS Leistung sowie ein Benzinmotor mit 2500 cm³ Hubraum und 103 PS Leistung zur Verfügung. Beide Motoren stammten von Peugeot.